# Apocrypta guineensis
Apocrypta guineensis är en stekelart som beskrevs av Grandi 1916. Apocrypta guineensis ingår i släktet Apocrypta och familjen fikonsteklar.
Artens utbredningsområde är:
- Kamerun.
- Guinea.
- Elfenbenskusten.
- Nigeria.
- Tanzania.
- Zambia.

Inga underarter finns listade i Catalogue of Life.